# Loxioda dilutalis
Loxioda dilutalis là một loài bướm đêm trong họ Noctuidae.